# Max Ehrmann
Max Ehrmann (* 26. September 1872 in Terre Haute, Indiana; † 9. September 1945 ebenda) wurde durch das von ihm im Jahre 1927 verfasste Gedicht Desiderata bekannt.
Ehrmann, Sohn deutscher Einwanderer aus Bayern, studierte Englisch an der DePauw University (Indiana, USA), anschließend Jura und Philosophie an der Harvard University. In Harvard veröffentlichte er sein erstes Buch A Farrago (1898).
Er kehrte in seine Heimatstadt zurück und arbeitete dort zwei Jahre als Anwalt. Anschließend arbeitete er mehrere Jahre als Buchhalter und Anwalt im Fleischverpackungsbetrieb seines Bruders in Terre Haute.
Im Alter von 41 Jahren wurde Ehrmann hauptberuflich Schriftsteller. Er schrieb mehr als 20 Bücher, Artikel für Zeitschriften und veröffentlichte 1927 die Desiderata („Lebensregel von Baltimore“), die 35 Jahre später zu einem wichtigen Text der Flower-Power-Generation werden sollte.